# بوبي بير جونيور
بوبي بير جونيور (بالإنجليزية: Bobby Bare, Jr.)‏ هو عازف قيثارة وموسيقي ومغني ومنتج أسطوانات وكاتب أغاني أمريكي، ولد في 28 يونيو 1966 في ناشفيل في الولايات المتحدة.

## وصلات خارجية
- الموقع الرسمي
- بوبي بير جونيور على موقع IMDb (الإنجليزية)
- بوبي بير جونيور على موقع ميوزك برينز (الإنجليزية)
- بوبي بير جونيور على موقع أول ميوزيك (الإنجليزية)
- بوبي بير جونيور على موقع ديسكوغز (الإنجليزية)
- بوبي بير جونيور على موقع قاعدة بيانات الفيلم (الإنجليزية)